# Kingston Technology
Kingston Corporation é uma empresa multinacional estadunidense que fabrica e comercializa produtos de armazenamento de memória: cartões de memória e pen-drives. Já foi dona da marca HyperX de fones de ouvido, teclados, mousepads e de unidades de estado sólido(SSD). Sua sede está localizada na cidade de Fountain Valley, na California e conta com fábricas e logísticas espalhadas pelos Estados Unidos, Reino Unido, Irlanda, Malásia, China e Taiwan.

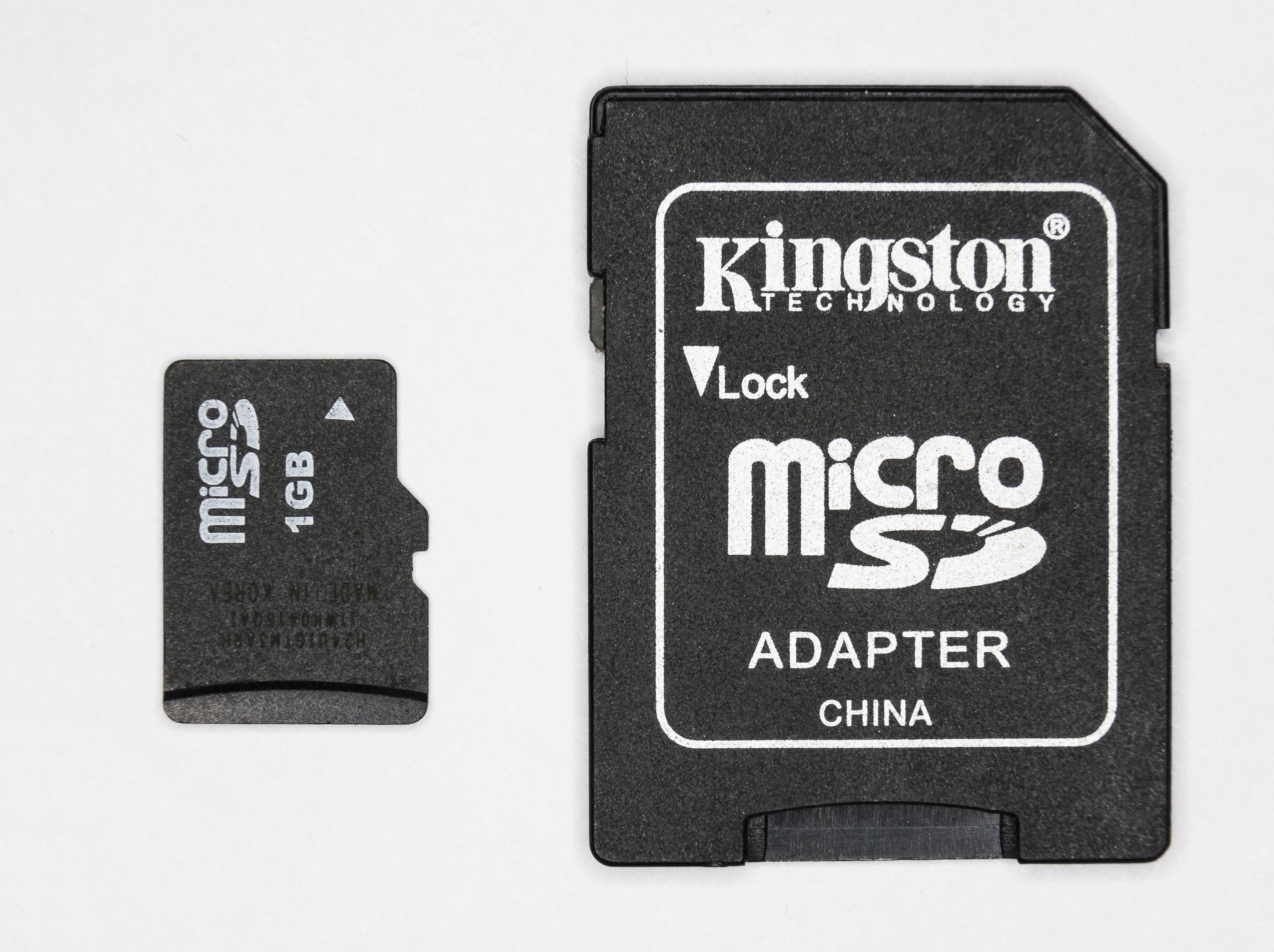
Cartão Micro SD da Kingston Technology.

Além de memórias para computador que a Kingston detêm 16% do mercado mundial, também é o principal fabricante de pen drives do mundo, fabrica modelos de 8GB, 16GB, 32GB, 64GB, 128GB, 512GB, 1TB e 2TB de capacidade, sendo líder nesse segmento. Seu pendrive modelo DT101 G2 é o pendrive mais vendido do mundo.

A Kingston Technology vendeu a HyperX para a HP  em junho de 2021 por 425 milhões de dólares. O acordo incluiu os periféricos para computador com a marca HyperX, mas não memória ou armazenamento. A Kingston mantém a propriedade dos produtos de memória e armazenamento, que foi renomeada para Kingston FURY